# 赵国岭
赵国岭（1955年—），河北黄骅人，汉族，中华人民共和国政治人物、第十一届全国人民代表大会河北地区代表。
毕业于中国人民大学公共管理学院区域经济与城市管理研究所区域经济学专业。加入中共，担任河北省农业厅党组书记、厅长。2008年起担任全国人大代表。